# Pincer Point
Pincer Point är en udde i Antarktis. Den ligger i Västantarktis. Nya Zeeland gör anspråk på området.
Terrängen inåt land är kuperad åt sydväst, men åt nordost är den platt. Terrängen runt Pincer Point sluttar norrut. Trakten är obefolkad. Det finns inga samhällen i närheten. 